# 豊根村立富山小学校
豊根村立富山小学校（とよねそんりつ とみやましょうがっこう）は、かつて愛知県北設楽郡豊根村大字富山字市原29番地1にあった公立小学校。2015年（平成27年）3月に閉校となった。愛知県の最北東端にあった小学校である。併設された豊根村立富山中学校との小中一貫校だった。

## 歴史

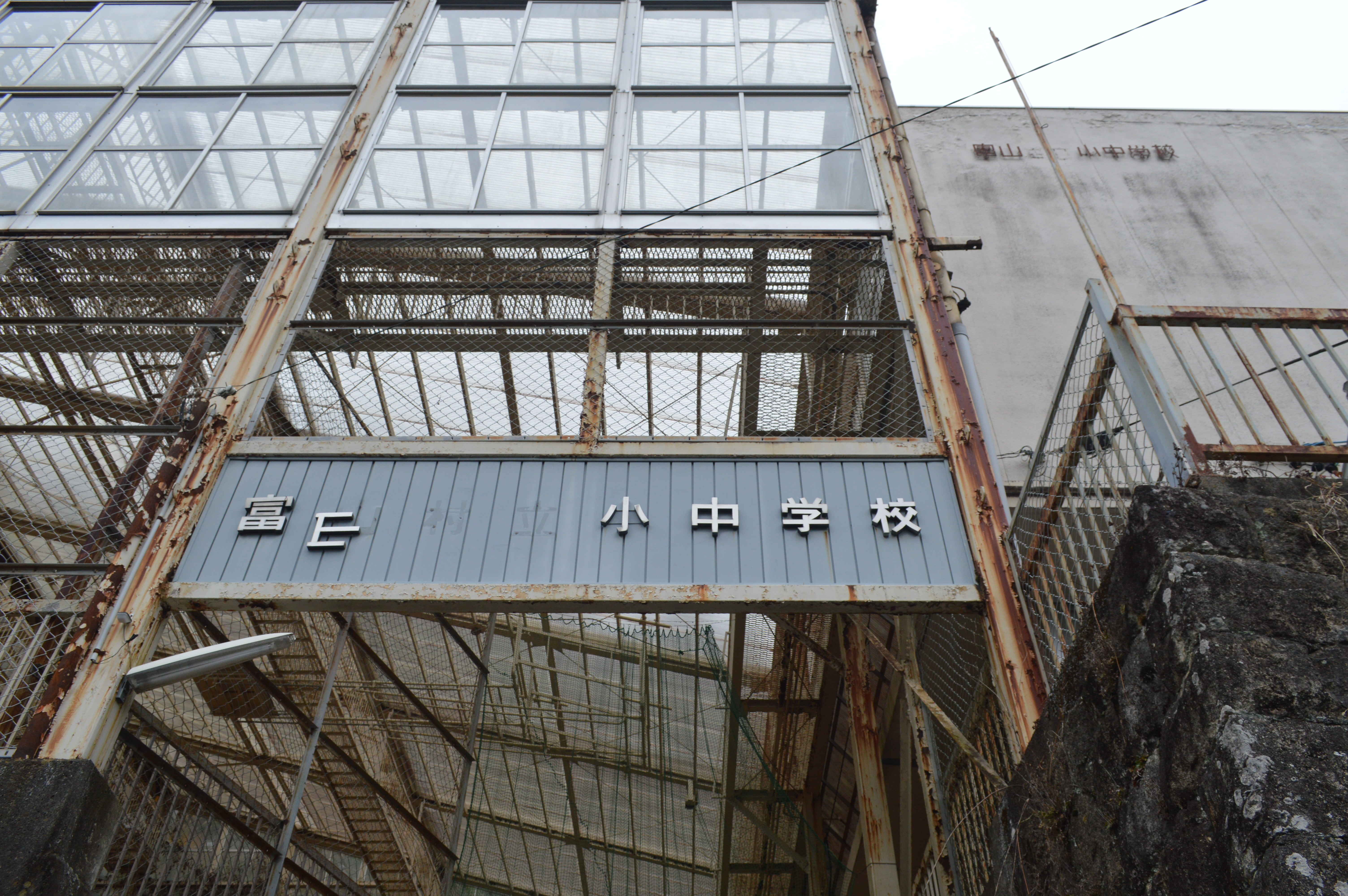
学校入り口

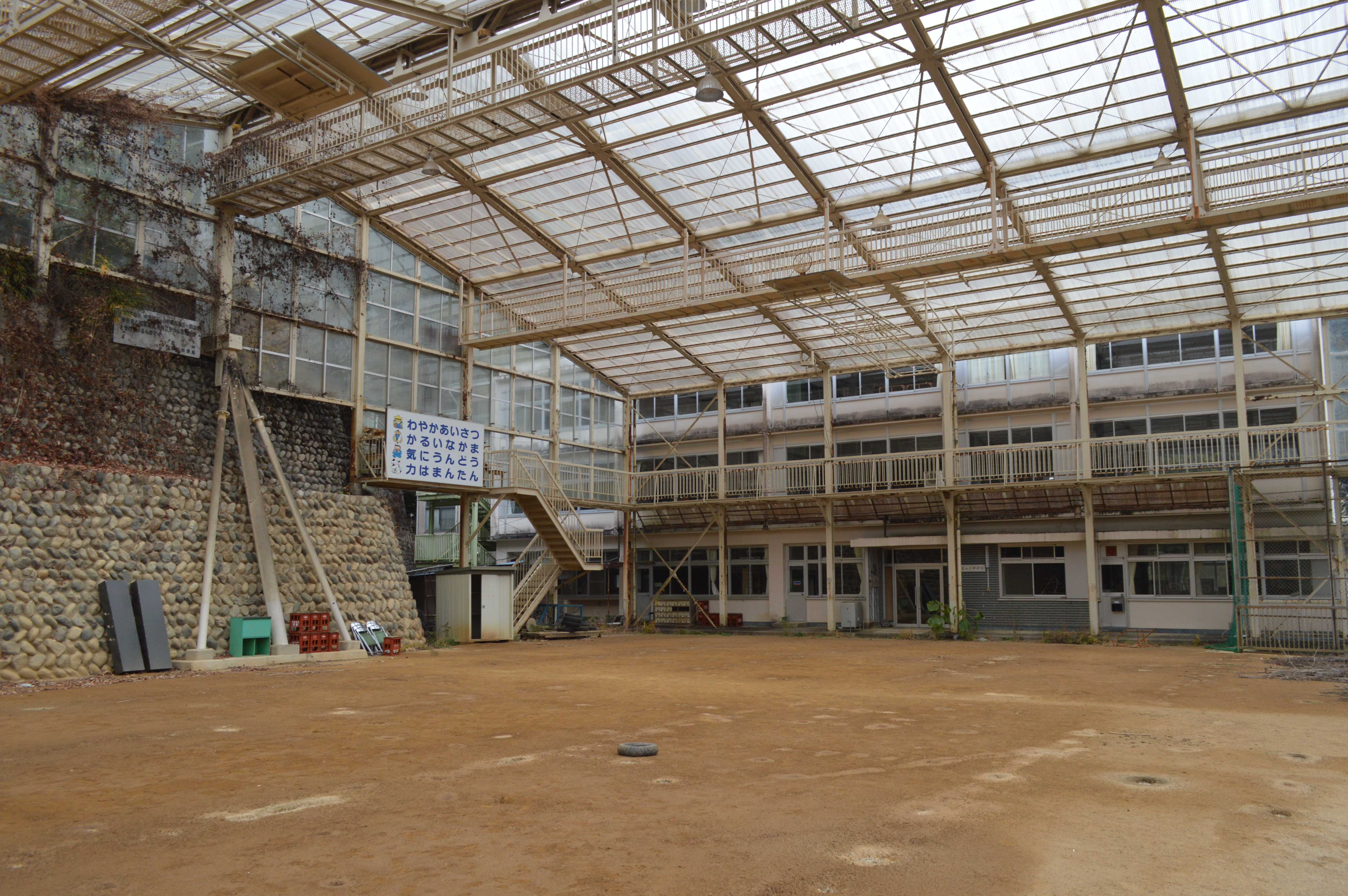
屋外運動場と校舎

- 1873年（明治6年）12月24日 - 北設楽郡富山村に第20番小学市原学校として創立。
- 1925年（大正14年） - 佐太分教場と山中分教場を設置。
- 1947年（昭和22年）4月 - 富山小学校の校舎を間借りして富山村立富山中学校が開校。
- 1954年（昭和29年） - 佐太分校が閉校。
- 1955年（昭和30年） - 山中分校が閉校。
- 1955年（昭和30年） - 佐久間ダムの建設に伴って富山村山中・河内・佐太地区が水没。
- 1958年（昭和33年）12月 - 鉄筋コンクリート造3階建ての校舎が完成。鉄筋コンクリート造の学校校舎は北設楽郡初。
- 1970年（昭和45年） - プールが竣工。
- 1971年（昭和46年） - 荷物運搬架線を建設。
- 1981年（昭和56年） - 屋根付きの屋外運動場が完成。
- 1985年（昭和60年）5月 - 山村留学制度を導入。
- 1992年（平成4年） - 人形劇団「とんび」を結成。
- 2005年（平成17年） - NPO法人が10年間中止されていた山村留学制度を再開[3]。
- 2005年（平成17年） - 豊根村が愛・地球博でフレンドシップ相手国となったキルギス共和国在日大使らが来校。
- 2005年（平成17年）11月27日 - 富山村が豊根村に編入されたことで豊根村立富山小学校に改称。
- 2013年（平成25年） - 山村留学生が過半数となる[3]。
- 2015年（平成27年）3月 - 閉校[1][2]。富山小学校・富山中学校を合わせた全校児童生徒18人のうち11人が山村留学生だった[3]。

## 児童数
- 1947年（昭和22年） - 137人
- 1957年（昭和32年） - 79人
- 1967年（昭和42年） - 44人
- 1977年（昭和52年） - 20人
- 1987年（昭和62年） - 8人
- 1997年（平成9年） - 10人